# Løgtingswahl 1990
- Republikaner: 4
- Sozialdemokraten: 10
- Selbstverwaltung: 3
- Unionisten: 6
- Christdemokraten: 2
- Volkspartei: 7

Die Løgtingswahl 1990 auf den Färöern fand am 17. November 1990 statt. Es war die 12. Wahl seit Erlangung der inneren Selbstverwaltung (heimastýri) im Jahr 1948.
Großer Gewinner war der sozialdemokratische Javnaðarflokkurin, der auch als größte Partei aus dieser Wahl hervorging. Er konnte drei Sitze hinzugewinnen und den Sitzanteil von 7 auf 10 erhöhen.
Verlierer dieser Wahl war der linksrepublikanische Tjóðveldisflokkurin, der über 4 Prozent einbüßte und zwei Sitze verlor. Auch der unionistische Sambandsflokkurin und der konservative Fólkaflokkurin gehörten zu den Verlierern. Sie mussten jeweils einen Sitz abgeben.
Von den kleineren Parteien konnte der Kristiligi Fólkaflokkurin seinen Stimmanteil halten, wohingegen der Sjálvstýrisflokkurin zulegen konnte und einen weiteren Sitz erhielt.
Die erstmals angetretene linksseparatistische Partei Sosialistiski Loysingarflokkurin verfehlte jedoch das Ziel und trat bei der nächsten Wahl im Jahr 1990 nicht mehr an.
Das Wahlergebnis hatte zur Folge, dass die zuvor zerbrochene, bürgerlich-konservativ geführte Landesregierung Jógvan Sundstein II von der sozialdemokratisch geführten Landesregierung Atli Dam VI abgelöst wurde, an der der Fólkaflokkurin jedoch als großer Koalitionspartner mit drei Ministern, darunter Jógvan Sundstein als stellvertretender Ministerpräsident, wieder beteiligt war.

## Ergebnisse der Løgtingswahl vom 17. November 1990
An der Wahl beteiligten sich sieben Parteien.
| Partei                        | Stimmen | Prozent | Sitze |  |
| ----------------------------- | ------- | ------- | ----- |  |
| C – Javnaðarflokkurin         | 7.805   | 27,5    | 10    |  |
| A – Fólkaflokkurin            | 6.234   | 21,2    | 7     |  |
| B – Sambandsflokkurin         | 5.367   | 18,9    | 6     |  |
| E – Tjóðveldisflokkurin       | 4.178   | 14,7    | 4     |  |
| D – Sjálvstýrisflokkurin      | 2.489   | 8,8     | 3     |  |
| F – Kristiligi Fólkaflokkurin | 1.681   | 5,9     | 2     |  |
| G – Sosialist. Loysingarfl.   | 666     | 2,3     | 0     |  |
| Gesamt                        | 28.420  | 100     | 32    |  |